# Gregory O'Donnell
Pour les articles homonymes, voir O'Donnell.
Gregory Hugh O'Donnell est un homme d'affaires et un homme politique canadien.

## Biographie
Gregory Hugh O'Donnell est né le 8 avril 1952 à Memramcook, au Nouveau-Brunswick et mort le 26 mai 2016. Son père est William O'Donnell et sa mère est Julia LeBlanc. Il étudie à l'Université de Moncton. Son épouse se nomme Denise et le couple a trois enfants.
Il est député de Memramcook puis de Dieppe-Memramcook à l'Assemblée législative du Nouveau-Brunswick de 1987 à 1999 en tant que libéral.
Il est l'ancien président du Foyer social-éducatif de Memramcook. Il a déjà été membre des Crimestoppers.